# Gordon McGregor Reid
Gordon McGregor Reid PPFLS (né le 9 février 1948) est un zoologiste britannique. Il a été directeur général de la North of England Zoological Society, connue sous le nom de Zoo de Chester jusqu'en 2010.
Sous la direction de Gordon McGregor Reid, cette importante attraction faunique remporte plus de 100 prix internationaux, nationaux et régionaux dans les domaines de la conservation, de l'éducation à la gestion de l'environnement, de la science et de l'excellence en affaires, dont le Queen's Award for Enterprise dans la catégorie Développement durable.

## Recherches
Après des débuts modestes en tant que technicien à 16 ans au département de zoologie de l'Université de Glasgow, Gordon mène ensuite des recherches de pointe sur la vie aquatique au Botswana et au Nigeria. Il termine son doctorat au King's College de Londres avec une thèse sur la morphologie des poissons tropicaux.
Il a propulsé le zoo de Chester au rang de sixième plus grande attraction touristique du Royaume-Uni, avec 6 000 animaux de 600 espèces, dont la moitié figurent sur la liste des espèces menacées de l'Union internationale pour la conservation de la nature.
En 2008, Gordon reçoit un doctorat honorifique en sciences pour sa contribution à la connaissance du monde naturel de la Faculté des sciences et d'ingénierie de la Manchester Metropolitan University (MMU). Le travail de conservation du zoo s'étend sur plus de 50 pays, dont le Kenya, où il travaille avec le groupe comportement et écologie de la MMU sur le projet Chyulu pour la conservation des rhinocéros.
Il est président de la Linnean Society of London (2003-2006), président de rECOrd (Local Biological Records Centre for Cheshire), président de l'Association mondiale des zoos et aquariums.